# Richard Turner
Richard Rennie Turner (ur. 24 kwietnia 1882 w Hornsey w Londynie, zm. 1 grudnia 1960 w Worthing) – brytyjski piłkarz. Jako zawodnik Upton Park F.C. reprezentował Wielką Brytanię na Letnich Igrzyskach Olimpijskich 1900 w Paryżu, z którą zdobył złoty medal.
Grał w Upton Park w latach 1899-1906, a także występował w Crouch End Wanderers razem ze swoim bratem Alfredem. Pracował jako kupiec, a później jako kierownik plantacji w Singapurze.
Na igrzyskach Upton Park rozegrało jedno spotkanie, przeciwko reprezentującemu Francję Union des Sociétés Françaises de Sports Athlétiques (USFSA). Mecz zakończył się rezultatem 0:4 dla Brytyjczyków. Turner rozegrał mecz w pełnym wymiarze czasowym, strzelając jedną bramkę. Był najmłodszym członkiem drużyny. W raporcie meczowym, jak i w olimpijskiej bazie danych figuruje jako Arthur Turner.